# کارتن

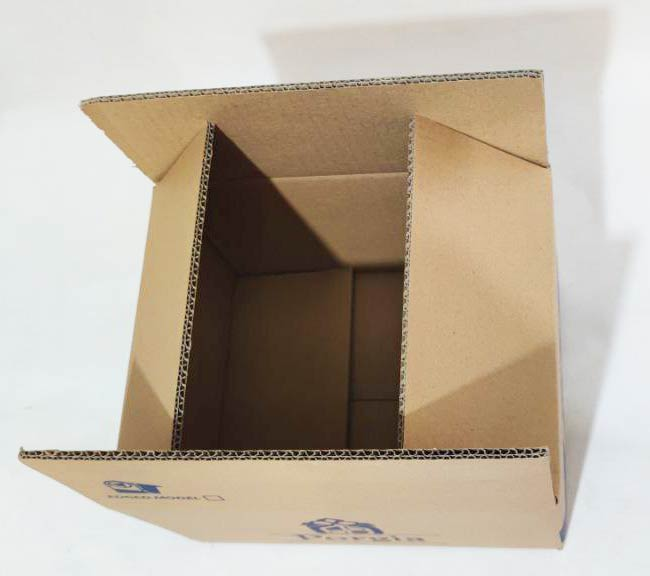

کارتن (به فرانسوی: Carton) یا گونه‌ای محصول کاغذی است که از ترکیب ورق‌های کاغذ درست می‌شود و به گستردگی در بسته‌بندی به کار می‌رود. کارتن معمولاً از سه لایه کاغذ ساخته می‌شود که دو لایه رو و زیر آن ورق صاف و یک لایه میانی کاغذ چین‌دار است. با توجه به نیازی که در بسته‌بندی داریم کیفیت و نوع کارتن برای ما تغییر می‌کند برای مثال برای ارسال بار به خارج از کشور از کارتن ۵ لایه با فلوتینگ (فلوت کارتن) محکمتر استفاده می‌شود و برای جنس سبک از کارتن سه لایه بهتر است.

### ترکیبات کارتن
- لایه زیری

لایه زیری سطح صافی است که با انواع کرافت ها
- لایه میانی(فلوت)

لایه میانی فلوت هم نامیده میشود که در مدل های E,B,C به حسب کیفیت شناخته میشود.
- لایه روی

این لایه هم مثل لایه زیره میتواند باشد.
لایه ها موارد اصلی تشکیل دهنده انواع کارتن میباشد و همچنین موجب مقاومت کارتن میگردند زیرا لایه ها هم میتوانند از مواد اولیه با کیفیت تشکیل شوند و همچنین میتواند ترکیبی از مواد با کیفیت و ضایعات کارتن تشکیل گردد. این کار کیفیت و مقاومت لایه ها را تضمین و یا به خطر می اندازد.

### انواع کارتن
- سینگل فیس(دو لایه

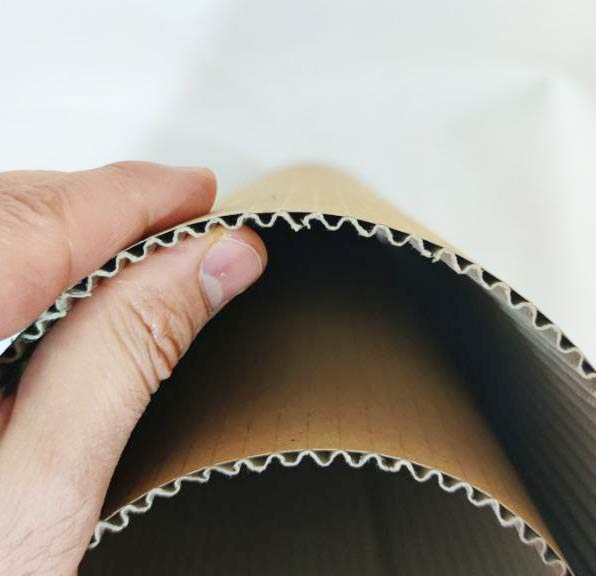

کارتن 2لایه دارای یک فلوت و یک مقوا زیره رویه
- سه لایه

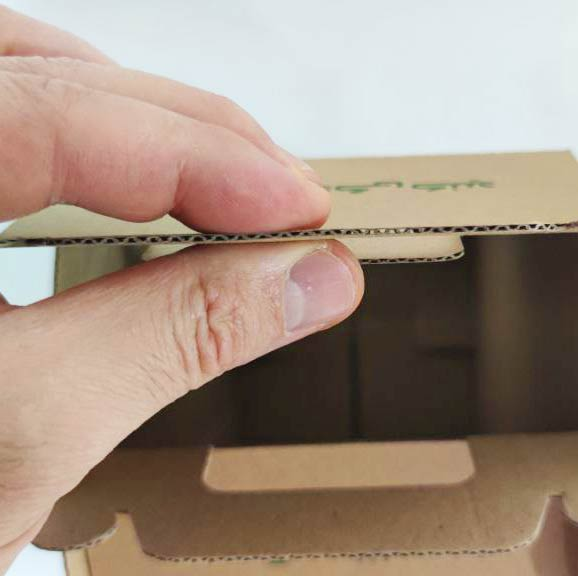

کارتن 3لایه داری یک فلوت و دو مقوا زیره رویه
- چهار لایه

کارتن 4لایه داری دو فلوت و دو مقوا زیره رویه
- پنج لایه

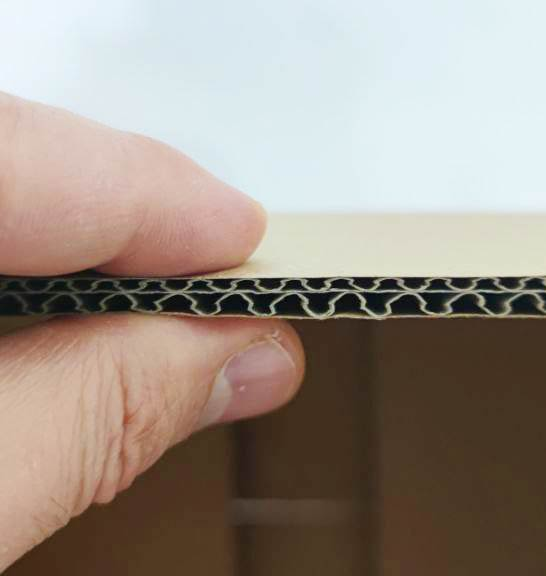

کارتن 5لایه دارای دو فلوت میانی و سه مقوا زیره رویه
- هفت لایه

کارتن 7لایه دارای 3 فلوت میانی و 4 مقوا زیره رویه 
بیشترین استفاده در کارتن های سه و پنج لایه میباشد که در مواد غذایی، خرما و خشکبار، لوازم دارویی و پزشکی، صنعتی و مکانیکی، الکتریکی و الکترونیکی، عطر و ادکلن، شوینده ها و لوازم بهداشتی و غیره کاربرد دارد.

#### جنس کارتن
لایه های کارتن که از مقوا تشکیل شده است و مواد اولیه آن خمیر کاغذ دارای مواد اولیه مختلفی می‌باشد. این مواد اولیه  هم میتواند بازیافتی باشد یکی از ضایعات کارتن به دست آمده باشد و هم میتواند درجه یک باشد یعنی از مواد با کیفیت و دست اولیه خمیر کاغذ به دست آمده باشد. این لایه ها را امروزه با نام هایی متفاوت که در ادامه خواهیم گفت نام گذاری نموده اند.
1. کرافت معمولی
2. کرافت 200 گرم (سنگین)
3. کرافت مدرن
4. فلوت
5. تست
6. ایرانی
7. سفید ایرانی

## نگارخانه

کارتن بسته بندی
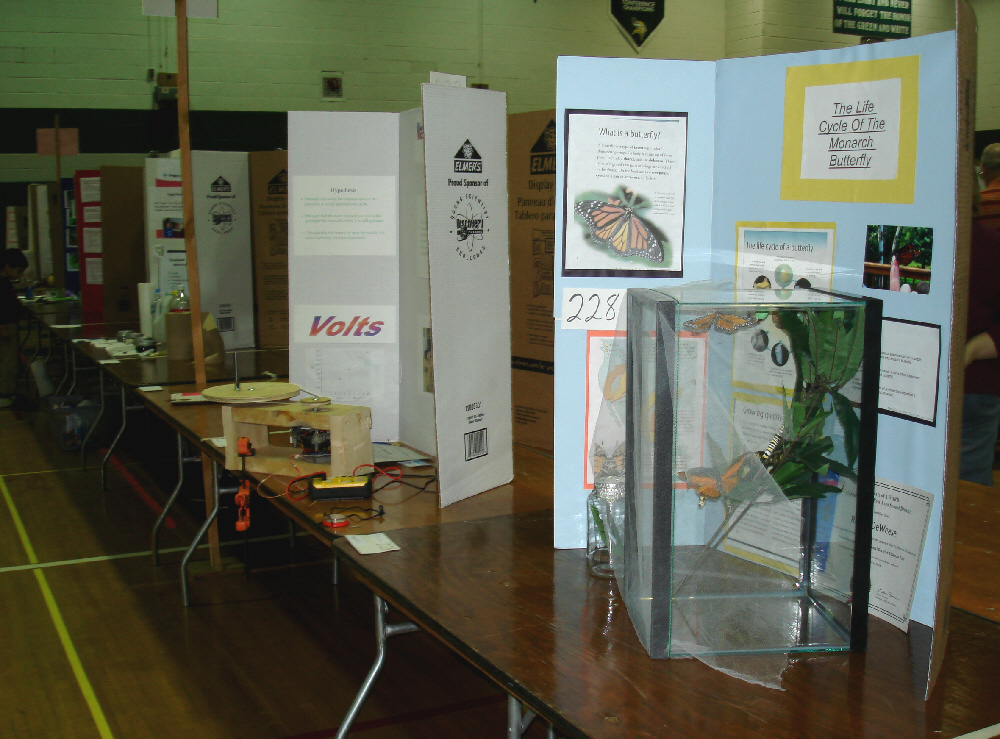
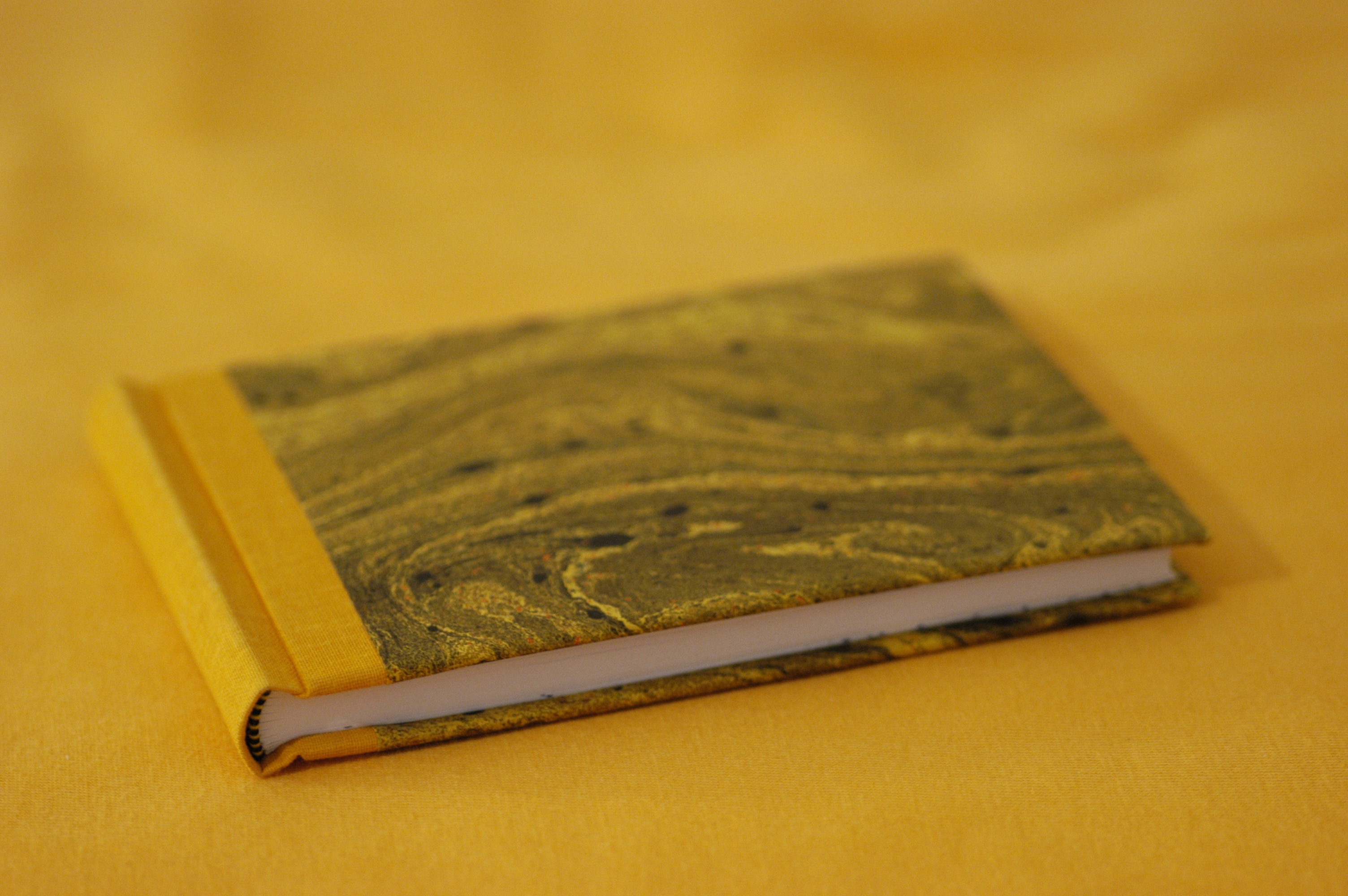
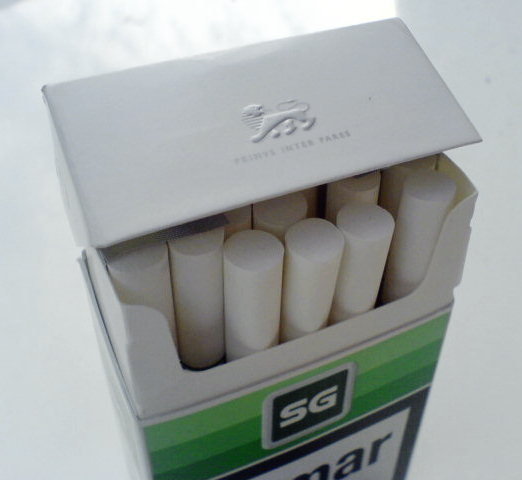
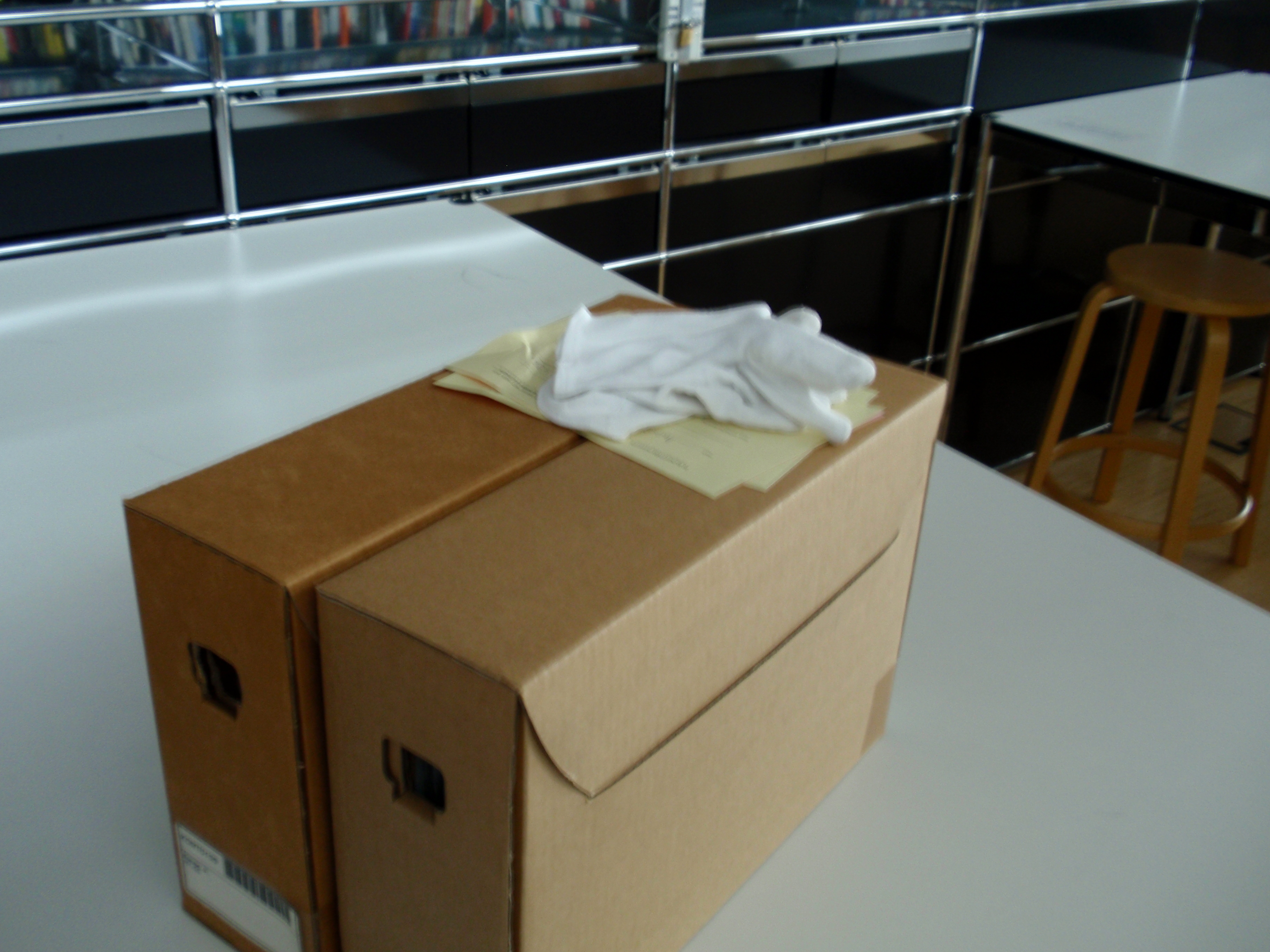
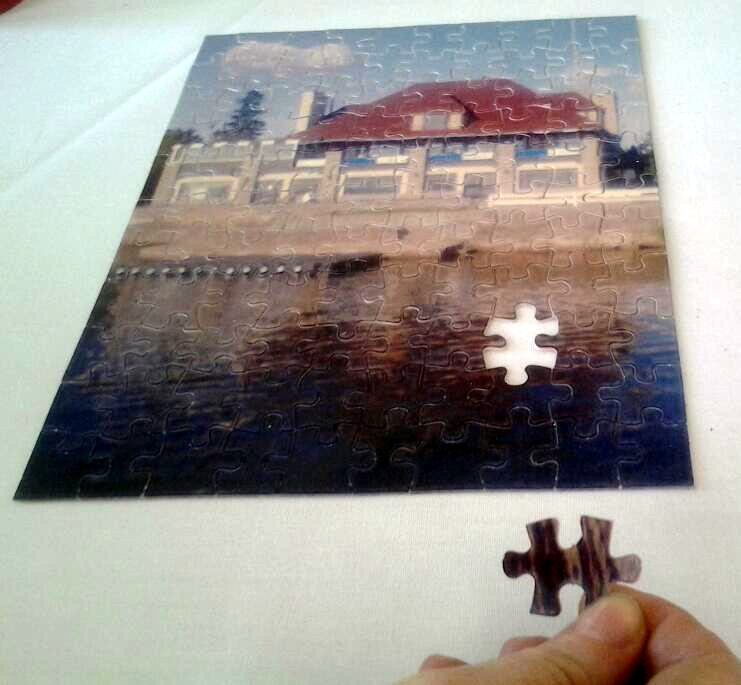